# Балканабат (стадион)
 Тази статия е за футболния стадион в Туркменистан.  За града вижте Балканабат.  
„Балканабат“ е стадион в град Балканабат, Туркменистан. Има 10 000 места.
Съоръжението се използва за разни цели, най-вече за футболни мачове на отборите на местните клубове „Балкан“ и „Гара Алтин“.

## История
Спортният комплекс отвори врати на 14 октомври 2009 г. Строителни работи, извършени от турската компания Ozaylar. Проектът струва 20 милиона долара.
Спортният комплекс включва стадион за 10 000 зрители, спортни съоръжения за волейбол, баскетбол, бокс, борба, мини футбол, тенис. Има фитнес център с фитнес зала, басейн, малък хотел с 50 стаи.